# Карасинський ботанічний заказник
Кара́синський заказник — ботанічний заказник місцевого значення в Україні. Розташований у межах Камінь-Каширського району Волинської області, на захід від села Карпилівка. 
Площа 15 га. Створений рішенням облвиконкому № 493 від 30.12.1980 року. Перебуває у віданні Камінь-Каширського держлісгоспу, Карпилівського лісництва. 
Під охороною — сфагнове болото, покрите рідколіссям сосни звичайної 5 і 5А бонітету. У трав'яному покриві переважає журавлина звичайна, сфагновий мох, хвощ великий. Трапляється рідкісний гляціальний релікт - осока тонкокореневищна, занесена до Червоної книги України. Вид зростає на південній межі ареалу, що скорочується через осушення боліт.

## Див також
- Карасинський лісовий заказник (Волинська область)
- Карасинський лісовий заказник (Рівненська область)